# 리일경
리일경(李一敬(이일경), ? ~ ?)은 조선민주주의인민공화국의 정치인 겸 관료 출신이다.
교육문화성 부상, 1958년 9월 11일 교육문화상을 거쳐 1960년 12월 27일 교육문화성이 보통교육성, 중등교육성, 문화성으로 분리되자 1961년 1월 20일까지 내각 보통교육상을 역임했다. 1961년 1월 21일 보통교육상에 연임되어 1964년 2월 29일까지 역임하였다. 이후 북조선적십자사 부위원장, 1961년 대한민국, 일본 양국과의 교포송환협정이 체결되자 북조선적십자사 대표단장으로 활동하였다.